# Louis Cyr

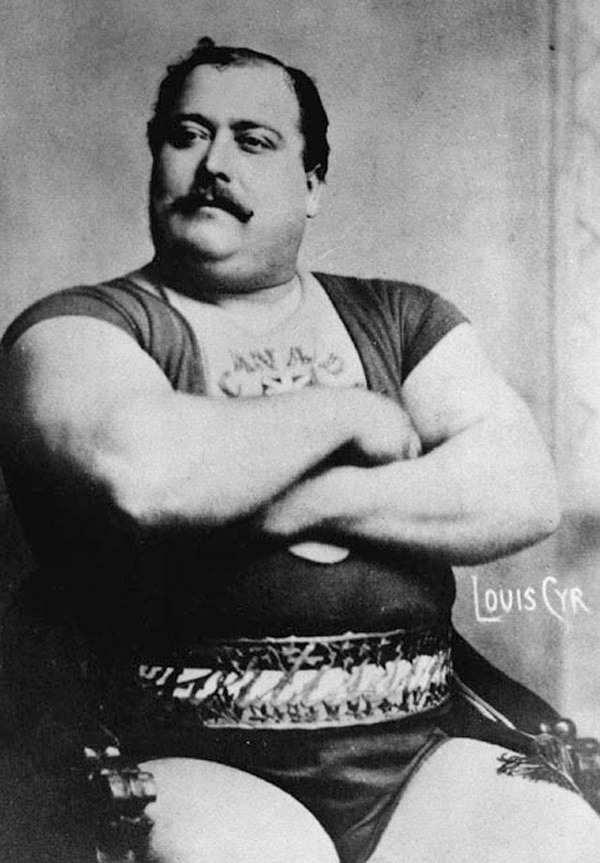
Louis Cyr

Louis Cyr (* 10. Oktober 1863 als Cyprien-Noé Cyr in Saint-Cyprien-de-Napierville, Québec; † 10. November 1912 in Montreal, Québec) war ein bekannter frankokanadischer Strongman, der seine Karriere im späten 19. und frühen 20. Jahrhundert erlebte.
Seine außerordentlichen Leistungen bestanden unter anderem darin, 500 lbs (227 kg) mit drei Fingern hochzuziehen und 4337 lbs (1967 kg) auf seinem Rücken zu tragen. Nach Ansicht von Ben Weider, dem ehemaligen Vorsitzenden der IFBB, ist Cyr der stärkste Mann, der je gelebt hat.

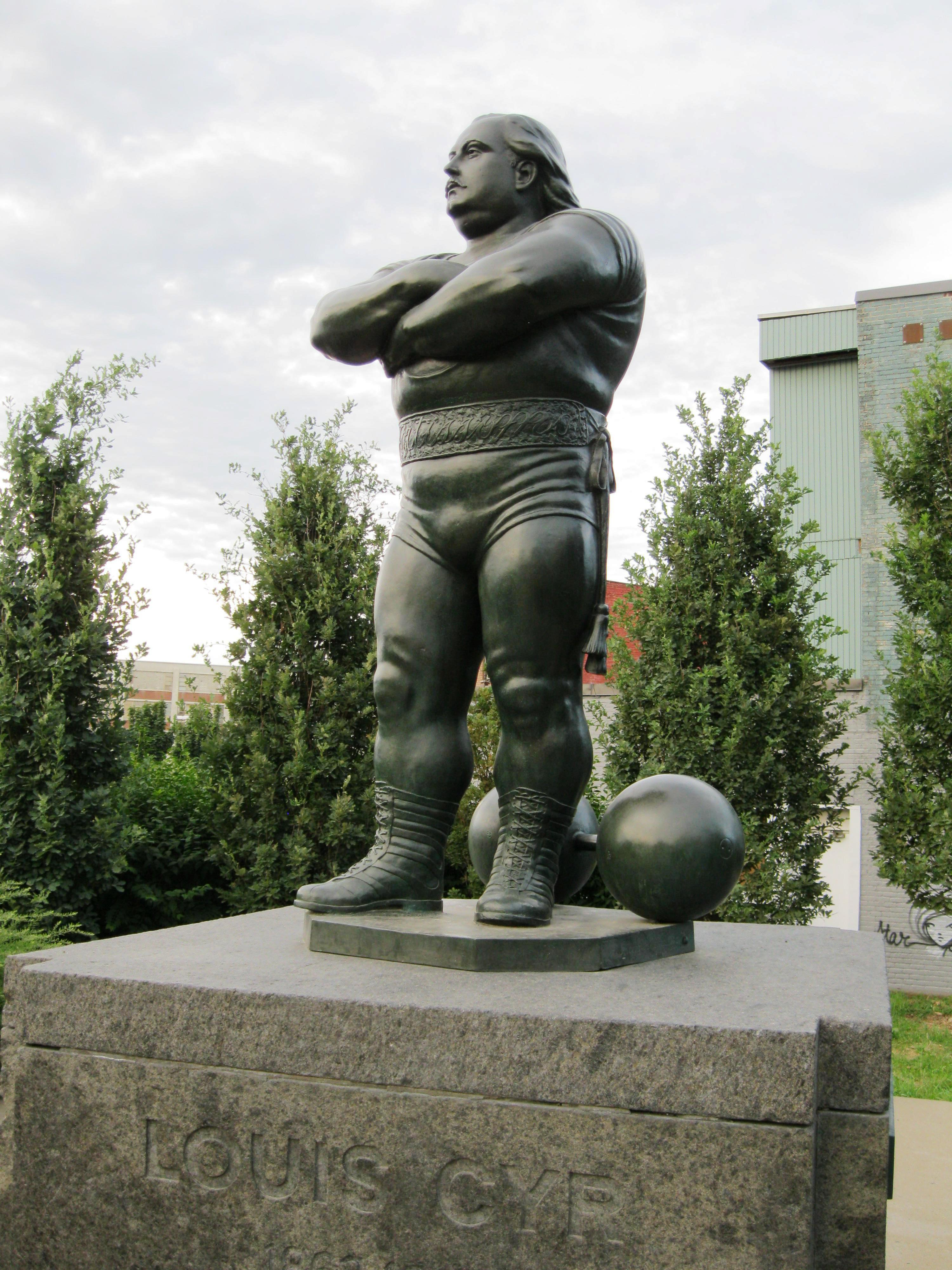
Denkmal für Louis Cyr von Robert Pelletier am Place des Hommes-Forts in Montreal

Die kanadische Regierung, vertreten durch den für das Historic Sites and Monuments Board of Canada zuständigen Minister, ehrte am 23. Oktober 1976 Louis Cyr und erklärte ihn zu einer „Person von nationaler historischer Bedeutung“.